# Oșești
Oșești – wieś w Rumunii, w okręgu Vaslui, w gminie Oșești. W 2011 roku liczyła 1277 mieszkańców.